# 大善地法
大善地法，佛教術語，說一切有部對心所的分類之一，為與善心相應俱起的心所。

## 概論
大善地法，意為善的大地法，即是唯與一切善心相應的心所。《品類論》、《大毗婆沙論》、《雜阿毘曇心論》與《俱舍論》，皆分為十，為信，勤，行捨，慚，愧，無貪，無瞋，不害，輕安，不放逸等十種心所。
《順正理論》加入欣與厭，二個心所。
無著在《顯揚聖教論》中，提出11個善心所，在十大善地法中加入無癡。